# Os Tapes
Os Tapes foi uma banda gaúcha formada em 1971 por José Cláudio Machado e os primos Claudio Boeira Garcia e José Waldir Garcia. Entre integrantes e participantes esporádicos, mais de 40 músicos passaram pelo grupo. Os Tapes teve colaboradores como Gilberto Monteiro e Martin Coplas, e, entre seus integrantes, o mais conhecido foi Machado, que seguiu carreira solo até falecer em 2011.

## Carreira
Formado por professores, funcionários públicos, comerciários, mecânicos, carpinteiros, não se dedicavam exclusivamente à música. Eram, por isso, considerados amadores. A primeira aparição do grupo teria se dado por um convite para arrecadar fundos para uma casa incendiada no município vizinho de Camaquã. Waldir e José Cláudio já tinham experiência na música: aquele participava de shows e programas de auditório e este se apresentava em boates e casas de shows. O nome teria sido escolhido por diversas razões: remetia à cidade natal, aos indígenas Tapes, à Serra dos Tapes e ao barco "Tapes", pertencente ao Coronel Patrício Vieira Rodrigues, charqueador que tinha terras onde hoje está o município de origem do grupo.
Para manter o grupo, se organizaram de forma cooperativada. O caráter idealista do grupo se refletia na recusa a propostas de gravação, o que só mudou com o contato com Marcus Pereira, que aceitou manter as convicções musicais dos Tapes.
O grupo não se limitava a compor e executar as músicas, nem se restringia aos ritmos e motivos gauchescos. Eram também pesquisadores, principalmente sobre os guaranis e as Missões, investindo em músicas latino-americanas, indígenas e da Costa Doce – ligando-se à América Latina através do som quéchua e guarani, como dito na contracapa de Canto da Gente (1975). Incorporavam instrumentos da região e confeccionavam flautas de inspiração indígena. Chegaram a denominar o grupo como Grupo Cultural de Pesquisa Nativa Os Tápes.
Reformaram o teatro da cidade com recursos próprios e, ali, organizavam apresentações e festas populares. Mantinham o projeto Sexta-Som, onde buscavam mostrar para a população local, às sextas-feiras, seu trabalho de “resgate” e “pesquisas” sonoras. Passaram por ali músicos como o baiano Elomar Figueira Mello, o percussionista mineiro Djalma Corrêa, o sambista Martinho da Villa e o multi-instrumentista Hermeto Pascoal. Numa delas, o grupo foi descoberto pela diretora artística Carolina Andrade. Vinda de São Paulo, Carolina trabalhava em um projeto de mapeamento fonográfico desenvolvido em todo o país, contando com diversos compositores, intérpretes e pesquisadores em cada estado. No Rio Grande do Sul, por exemplo, além d’Os Tapes, participaram Elis Regina, Paixão Côrtes e Noel Guarany, entre outros. Após a chegada de Carolina, o grupo gravou seus dois primeiros LPs pela Discos Marcus Pereira, além de participar da coleção Música Popular do Sul (1975), com boa repercussão na imprensa nacional. Fizeram parte da coleção, ainda, os discos Música Popular do Nordeste (1973), Música Popular do Centro Oeste/Sudeste (1974) e Música Popular do Norte (1976). A coleção contou com 11 gravações d'Os Tapes: Tiaraju (Barbosa Lessa), Charqueada (Airton Pimentel), Pedro Guará (Cláudio B. Garcia/José Cláudio Machado), Dança da lagoa do sol, Chotes do cavaquinho, Bugio (Waldir Garcia), Cheraçar y Apacuí (Cláudio B. Garcia) e as folclóricas Cuá-fubá, Andra de caboclo e Seu Belendreque, além de um pot-pourri de danças gaúchas.
Pela Marcus Pereira lançou Canto da Gente - que figurou em listas de Melhores Discos do Ano do Jornal do Brasil e da Folha da Tarde, por exemplo - e Não tá morto quem peleia (1980). O terceiro disco do grupo, Os Tápes (1982), foi lançado de forma independente pelo selo Cantares, do músico argentino Martin Coplas.
Participaram da Califórnia da Canção Nativa desde seu início, vencendo em 1972 com Pedro Guará, seu maior sucesso. No primeiro festival, em 1971, apresentaram uma música de 25 minutos, o que levaria a um limite de duração para as apresentações. Vida, Cisma e Canto de um Farrapo dava voz a um farrapo que participou da guerra civil e reflete sobre viver bem no mundo, contendo récitas e cantos. A possibilidade de participar da Califórnia havia sido, inclusive, uma das motivações da criação do grupo, mas com a ideia de propor outras visões da música local. Tanto que, após participar das três primeiras edições do festival, o grupo se afasta, voltando somente na quinta e décima edições sem, no entanto, competir. Críticos do festival e do Movimento Tradicionalista Gaúcho (MTG), decidiram não se apresentar pilchados, por acreditarem que não deviam subir ao palco “fantasiados” de gaúchos da Campanha. Ainda assim, o grupo integrou os discos com as canções premiadas da segunda, terceira e quarta edição do festival (1972, 1973 e 1974).
Com o reconhecimento obtido nos festivais, Os Tapes conseguiram uma série de shows pelo Estado. Em 1974, foram à Argentina participar do festival de folclore de Cosquín, frequentado por artistas como Mercedes Sosa, Atahualpa Yupanqui e Jorge Cafruni. Inspirados em Cosquín, realizaram em Tapes o 1º Acampamento da Arte Gaúcha.
Nos primeiros LPs, o nome do grupo veio grafado com acento agudo, por decisão da gravadora que defendia que Tápes não causaria confusão com a pronúncia em inglês.
Em 1979, foram selecionados junto de Gilberto Gil e do Quinteto Violado para representar o Brasil no festival Horizonte, na Alemanha. Acabaram realizando quatro shows na Europa, três em Berlim e um em Viena, Áustria. Cada grupo se apresentava separadamente, mas havia momentos em que os músicos dividiam o palco. Na turnê, Os Tapes apresentaram o espetáculo Cantos e Andanças.
Em 1981, integraram a trilha sonora do documentário República Guarani, de Sylvio Back, com a composição Dança da lagoa do sol. O filme recebeu o prêmio de Melhor Trilha Sonora no 15º Festival de Cinema de Brasília.
Seus sutis discursos políticos nas canções acabaram não sendo censurados pela Ditadura. Nas suas apresentações, porém, interpretavam autores latino-americanos como os da nova canção chilena, e por vezes eram interrompidos em seus ensaios ou precisavam adiar apresentações.
O grupo chegou ao fim em meados dos anos 1980.

## Espetáculos
Os Tapes criaram espetáculos musicais de temas diversos que apresentavam de forma itinerante, iniciando pelo Teatro de Câmara Túlio Piva, em Porto Alegre.

### Canto da Gente (1972)
Trazia as primeiras composições do grupo, como Canto da Gente, Pedro Guará, Funeral Guarani, Gauchê, entre outras.

### Americanto (1975 e 1976)
O espetáculo falava dos indígenas americanos chacinados pelos espanhóis e portugueses no século XVIII. Usavam vestes brancas com a cruz missioneira ao peito, lembrando o traje usado pelos indígenas nas Missões Jesuíticas e apresentavam canções de inspiração indígena. Mesclavam músicas de autoria própria, como Tema do Sabiá, Dança da Lagoa do Sol, Kaingang, Cheraçar y Apacuí, Funeral Guarani, Continente Americano, entre outras, e de domínio público, como El condor pasa e Virgenes del sol. Entre as canções, declamavam versos de Cláudio Boeira Garcia. O espetáculo voltou a ser apresentado em 1978, em cidades como Santo Ângelo e Ijuí.

### Temas de América Andina e Pampeana (1976)
Fruto da colaboração do grupo com o argentino Miguel Angel Aquilano e sua esposa Estela, que estavam em Tapes desde que foram participar do Acampamento da Arte Gaúcha em 1974, era dividido em duas partes: na primeira, apresentavam músicas de inspiração rural e gaúcha, com canções próprias como Menino de sacola, Velho menino velho, Cruz de sal, Jura de casamento e Água, areia e cerro. Na segunda parte, interpretavam canções latino-americanas como Soneto 93, de Pablo Neruda musicado por Hector Baronio, Virgenes del sol, Caminito del índio, de Atahualpa Yupanqui, Cholas e cholitos (do carnaval de Cochabamba) e Nendivei, de Sosa Cordero.

### Não tá morto quem peleia (1977)
Nascido da pesquisa realizada pelo grupo e pelo antropólogo Norton F. Corrêa, o espetáculo homenageava no título as músicas populares que permaneciam vivas sem serem influenciadas por culturas industrializadas ou estrangeiras. Foram coletadas canções populares em diversas cidades do Rio Grande do Sul, como Tapes, Barra do Ribeiro, Barão do Triunfo, Camaquã e Osório. Entre os ritmos apresentados estavam a trova, o bugio, a vanera, o serrote e rancheira, a milonga, a mazurca, o xote inglês e versos de Ternos-de-reis. Também mostravam temas africanos de maçambique e quicumbi. O espetáculo daria origem, em 1980, ao segundo disco gravado pelo grupo.

### Chão, Estrada, Canção (1978)
Tratava do êxodo rural. Apresentava músicas como Janaíta, Teatino, Canto e lamento do velho semeador, Gurizito, Campesino e outras, e texto de Cláudio Boeira Garcia e do historiador e jornalista Luiz Carlos Golin, o Tau Golin.

### Cantos e Andanças (1979)
O espetáculo contava com 26 composições comemorando os oito anos de existência do grupo e revisitando duas principais canções.

## Integrantes
Airton Kickhöfel Madeira: Acordeon, Harmônica, Violão, Voz (1979 – 1982)
Alberi Gonçalves: Percussão (1974 – 1975)
Álvaro Barbosa Cardoso: Letrista (1972 – 1986)
Cláudio Boeira Garcia: Composição, Letrista, Violão, Cavaquinho, Percussão, Voz (1971 – 1986)
Darci Dias Pacheco: Acordeon, Gaita de 8 baixos, Violão, Cavaquinho, Flauta de taquara, Voz, Harmônica (1974 – 1986)
Francisco José Monza Koller: Violão, Voz (1986 – 1988)
Luiz Alberto Koller: Percussão, Voz (1972 – 1974)
Manoel Acy Terres Vieira: Composição, Violão, Viola, Letra, Voz (1973 – 1978)
Maria Enildes Barbosa Machado: Voz (1974)
Jorge Luiz Ferreira: Voz, Violão, Viola, Flauta de taquara (1974 – 1986)
Jorge Alberto Gonçalves (Betinho): Percussão (1974 – 1978)
José Arthur Rebello da Rosa: Percussão, Tumbaquara, Taquareira, Porongada, Voz (1975 – 1980)
José Cláudio Leite Machado: Composição, Violão, Acordeon, Voz (1971 – 1973)
José Waldir Souza Garcia: Composição, Violão, Viola, Flauta de taquara, Flauta Transversal, Voz (1971 – 1980)
José Júlio Prestes: Percussão, Flauta transversal, Flauta de taquara, Voz (1975 – 1986)
José Rafael Koller: Bandoneão, Serrote (1972 – 1974)
Otacílio Lopes Meirelles: Composição, Letrista, Violão, Viola, Voz (1980 – 1986)
Ordelino Silva: Percussão (1971 – 1972)
Pedro Ivo Dapper: Percussão (1980 – 1986)
Reni Gonçalves Alencastro: Administração (1975 – 1977)
Ronaldo Ramos Linck: Violão, Voz (1979 – 1984)
Silvio Luiz Pereira: Sonorização (1975 – 1986)
Viro Francisco Frantz: Administração (1982 – 1984)

## Discografia
- Canto da Gente (1975)
- Não tá Morto Quem Peleia (1980)
- Os Tapes (1982)
- Estações das Águas